# Marie-Christine Marghem
Marie-Christine E.F. Marghem (ur. 22 maja 1963 w Tournai) – belgijska i walońska prawniczka, samorządowiec i polityk, od 2014 do 2020 minister na szczeblu federalnym.

## Życiorys
Ukończyła studia prawnicze na Uniwersytecie w Liège, po których rozpoczęła praktykę w zawodzie adwokata. Działalność polityczną rozpoczęła w Partii Społeczno-Chrześcijańskiej, opuściła ją pod koniec lat 90. Współtworzyła Obywatelski Ruch na rzecz Zmian, z którym dołączyła do Ruchu Reformatorskiego. Od 2000 do 2006 w administracji miejskiej Tournai odpowiadała za finanse, następnie objęła mandat radnej tej miejscowości.
W 2003 po raz pierwszy została członkinią Izby Reprezentantów, uzyskiwała reelekcję w wyborach w 2007, 2010, 2014 i 2019. W niższej izbie belgijskiego parlamentu przewodniczyła komisji sprawiedliwości.
11 października 2014 powołana na stanowisko ministra energii, środowiska i zrównoważonego rozwoju w koalicyjnym rządzie federalnym, na czele którego stanął Charles Michel. Pozostała na tej funkcji, gdy w październiku 2019 urząd premiera przejściowego gabinetu objęła Sophie Wilmès, a także w marcu 2020, gdy Sophie Wilmès utworzyła swój drugi rząd. Zakończyła urzędowanie w październiku 2020. Wcześniej w maju tegoż roku została nową przewodniczącą Obywatelskiego Ruchu na rzecz Zmian. W 2024 uzyskała mandat posłanki do Parlamentu Walońskiego. Została również powołana w skład federalnego Senatu.

## Odznaczenia
Odznaczona kawalerią Orderu Leopolda.